# Henri Michaux
Henri Michaux (Namur, 24 de maig de 1899 – 19 d'octubre de 1984) va ser un polifacètic artista nascut a Bèlgica, actiu en els camps de la poesia, la prosa i la pintura que escrivia en llengua francesa. Més endavant a la seva vida va aconseguir la nacionalitat francesa. Michaux és conegut pels seus llibres esotèrics escrits en un estil força accessible i la seva obra de poesia, narracions de viatges i crítica d'art. Michaux era un gran viatger i va experimentar amb les drogues, especialment la mescalina, que es troben a l'origen de dues de les seves obres més peculiars, Miracle miserable i Les grans proves de l'esperit i les incontables petites.

## Viatges i obra
Entre els anys 1930 i 1931 Michaux va visitar el Japó, l'Índia i la Xina. Com a resultat d'aquest viatge escrigué Un bàrbar a Àsia. La cultura oriental va ser una de les seves grans influències. La filosofia del budisme i la cal·ligrafia oriental serien temes principals d'alguns dels seus poemes i els faria servir d'inspiració per a les seves il·lustracions. També va viatjar per Àfrica i Amèrica, visitant Equador, país sobre el qual també escriuria un llibre. Els seus viatges per les Amèriques acabaren al Brasil el 1939, on romandria dos anys.
El protagonista de les seves obres més conegudes és Plume, un "home pacífic", i les seves desaventures. La seva escriptura cerca l'originalitat en tot cas. El seu traductor anglès escriu en la introducció de la seva antologia Darkness Moves en aquella llengua que els seus poemes són "missatges del seu espai interior". La influència de les drogues apareix molt present a obres com Miracle Miserable mentre que les visions apareixen a Espai de les ombres, si bé Michaux sempre intenta ser clar transmetent el seu missatge.
Com a artista gràfic Henri Michaux destaca per la seva originalitat. La seva obra no és exactament figurativa, sinó que suggereix formes. El Museu d'Art Modern de París i el Museu Guggenheim de Nova York van fer-ne dues grans retrospectives el 1978. El 1955 esdevingué ciutadà francès, i visqué la resta de la seva vida a França al costat de la seva família. El 1965 rebé el Premi Nacional de Literatura, que no volgué acceptar.

## Obres
- Cas de folie circulaire, 1922
- Les Rêves et la Jambe, 1923
- Fables des origines, Disque vert, 1923
- Qui je fus, 1927
- Mes propriétés, Éditions J.-O. Fourcade, 1929
- Ecuador, 1929
- Un barbare en Asie, 1933
- La nuit remue, 1935
- Voyage en Grande Garabagne, 1936
- La Ralentie, 1937
- Lointain intérieur, 1938
- Plume, 1938
- Peintures. GLM, 1939
- Au pays de la Magie, 1941
- Arbres des Tropiques, 1942
- L'Espace du dedans, 1944
- Épreuves, exorcismes, 1940-1944
- Ici, Poddema, 1946
- Peintures et dessins. Le point du jour, 1946
- Meidosems. Le point du jour, 1948.
- Ailleurs, 1948
- Nous deux encore. J. Lambert & Cie, 1948
- La Vie dans les plis, 1949
- Poésie pour pouvoir. Drouin, 1949
- Passages, 1950
- Mouvements, 1952
- Face aux verrous, 1954
- L'Infini turbulent, 1957
- Paix dans les brisements, 1959
- Connaissance par les gouffres, 1961
- Vents et poussières, 1962
- Les Grandes Épreuves de l'esprit et les innombrables petites, 1966
- Façons d'endormi, façons d'éveillé, 1969
- Poteaux d'angle, 1971
- Misérable Miracle (La mescaline), 1972
- En rêvant à partir de peintures énigmatiques, 1972
- Émergences, résurgences, 1972
- Moments, traversées du temps, 1973
- Quand tombent les toits, 1973
- Par la voie des rythmes, 1974
- Idéogrammes en Chine, 1975
- Coups d'arrêt, 1975
- Face à ce qui se dérobe, 1976
- Les Ravagés, 1976
- Jours de silence, 1978
- Saisir, 1979
- Une voie pour l'insubordination, 1980
- Affrontements, 1981
- Chemins recherchés, chemins perdus, transgressions, 1982
- Les Commencements, 1983
- Le Jardin exalté, 1983
- Par surprise, 1983
- Par des traits, 1984
- Déplacements, dégagements, 1985 (pòstum)
- Rencontres (avec Paolo Marinotti), 1991 (pòstum)
- Jeux d'encre. Trajet Zao Wou-Ki, 1993 (pòstum)
- En songeant à l'avenir, 1994 (pòstum)
- J'excuserais une assemblée anonyme..., 1994 (pòstum)
- À distance, 1996 (pòstum)